# الدكاك (حزم العدين)

تعديل مصدري - تعديل

الدكاك محلة تابعة لقرية عبر، التابعة لعزلة يريس بمديرية حزم العدين إحدى مديريات محافظة إب في الجمهورية اليمنية، بلغ تعداد سكانها 33 حسب تعداد اليمن لعام 2004.